# Miami Open 1998 - Qualificazioni singolare maschile
Le qualificazioni del singolare maschile del Miami Open 1998 sono state un torneo di tennis preliminare per accedere alla fase finale della manifestazione. I vincitori dell'ultimo turno sono entrati di diritto nel tabellone principale. In caso di ritiro di uno o più giocatori aventi diritto a questi sono subentrati i lucky loser, ossia i giocatori che hanno perso nell'ultimo turno ma che avevano una classifica più alta rispetto agli altri partecipanti che avevano comunque perso nel turno finale.
Le qualificazioni del torneo Miami Open 1998 prevedevano 48 partecipanti di cui 12 sono entrati nel tabellone principale.

## Teste di serie
1. Sébastien Lareau (Qualificato)
2. Alex O'Brien (primo turno)
3. Ramón Delgado (Qualificato)
4. Steve Campbell (Qualificato)
5. Christian Vinck (Qualificato)
6. Leander Paes (ultimo turno)
7. Dennis van Scheppingen (Qualificato)
8. André Sá (primo turno)
9. David Wheaton (Qualificato)
10. Marcos Ondruska (primo turno)
11. Dick Norman (Qualificato)
12. Brian MacPhie (ultimo turno)

1. Michael Sell (ultimo turno)
2. Andrej Čerkasov (primo turno)
3. Oscar Burrieza-Lopez (ultimo turno)
4. Guillermo Cañas (ultimo turno)
5. Francisco Roig (Qualificato)
6. Xavier Malisse (primo turno)
7. Bernd Karbacher (primo turno)
8. Roberto Jabali (primo turno)
9. Doug Flach (primo turno)
10. Gerald Mandl (primo turno)
11. Ivo Heuberger (Qualificato)
12. Sebastián Prieto (ultimo turno)

## Qualificati
1. Sébastien Lareau
2. Ivo Heuberger
3. Ramón Delgado
4. Steve Campbell
5. Christian Vinck
6. Roberto Jabali

1. Dennis van Scheppingen
2. Francisco Roig
3. David Wheaton
4. Neville Godwin
5. Dick Norman
6. Andrej Čerkasov

## Tabellone

### Legenda
| - Q = Qualificato - WC = Wild card - LL = Lucky loser | - ALT = Alternate - SE = Special Exempt - PR = Protected Ranking | - w/o = Walkover - r = Ritirato - d = Squalificato |

### Sezione 1
|  | Primo turno | Primo turno      | Primo turno      | Primo turno | Primo turno |  |  | Ultimo turno | Ultimo turno     | Ultimo turno     | Ultimo turno | Ultimo turno |  |
|  |             |                  |                  |             |             |  |  |              |                  |                  |              |              |  |
|  | 1           | Sébastien Lareau | Sébastien Lareau | 7           | 6           |  |  |              |                  |                  |              |              |  |
|  |             | Danny Sapsford   | Danny Sapsford   | 5           | 2           |  |  | 1            | Sébastien Lareau | Sébastien Lareau | 6            | 6            |  |
|  | 24          | Sebastián Prieto | Sebastián Prieto | 6           | 6           |  |  | 24           | Sebastián Prieto | Sebastián Prieto | 2            | 3            |  |
|  |             | Maurice Ruah     | Maurice Ruah     | 4           | 0           |  |  |              |                  |                  |              |              |  |

### Sezione 2
|  | Primo turno | Primo turno   | Primo turno  | Primo turno | Primo turno |  |  | Ultimo turno | Ultimo turno  | Ultimo turno | Ultimo turno | Ultimo turno |  |
|  |             |               |              |             |             |  |  |              |               |              |              |              |  |
|  |             | Geoff Grant   | Geoff Grant  | 6           | 7           |  |  |              |               |              |              |              |  |
|  | 2           | Alex O'Brien  | Alex O'Brien | 4           | 6           |  |  |              | Geoff Grant   | 6            | 6            | 1            |  |
|  | 23          | Ivo Heuberger | 6            | 3           | 7           |  |  | 23           | Ivo Heuberger | 3            | 7            | 6            |  |
|  |             | Eyal Ran      | 4            | 6           | 6           |  |  |              |               |              |              |              |  |

### Sezione 3
|  | Primo turno | Primo turno          | Primo turno     | Primo turno | Primo turno |  |  | Ultimo turno | Ultimo turno  | Ultimo turno | Ultimo turno | Ultimo turno |  |
|  |             |                      |                 |             |             |  |  |              |               |              |              |              |  |
|  | 3           | Ramón Delgado        | Ramón Delgado   | 7           | 6           |  |  |              |               |              |              |              |  |
|  |             | Peter Tramacchi      | Peter Tramacchi | 5           | 4           |  |  | 3            | Ramón Delgado | 6            | 6            | 6            |  |
|  |             | Doug Flach           | 6               | 7           | 6           |  |  |              | Doug Flach    | 7            | 2            | 4            |  |
|  | 21          | Marco Meneschincheri | 7               | 6           | 2           |  |  |              |               |              |              |              |  |

### Sezione 4
|  | Primo turno | Primo turno     | Primo turno | Primo turno | Primo turno |  |  | Ultimo turno | Ultimo turno   | Ultimo turno   | Ultimo turno | Ultimo turno |  |
|  |             |                 |             |             |             |  |  |              |                |                |              |              |  |
|  | 4           | Steve Campbell  | 3           | 7           | 6           |  |  |              |                |                |              |              |  |
|  |             | Chris Wilkinson | 6           | 6           | 4           |  |  | 4            | Steve Campbell | Steve Campbell | 7            | 7            |  |
|  |             | Gerald Mandl    | 6           | 3           | 6           |  |  |              | Gerald Mandl   | Gerald Mandl   | 5            | 5            |  |
|  | 22          | Orlin Stanojčev | 2           | 6           | 3           |  |  |              |                |                |              |              |  |

### Sezione 5
|  | Primo turno | Primo turno         | Primo turno         | Primo turno | Primo turno |  |  | Ultimo turno | Ultimo turno    | Ultimo turno    | Ultimo turno | Ultimo turno |  |
|  |             |                     |                     |             |             |  |  |              |                 |                 |              |              |  |
|  | 5           | Christian Vinck     | Christian Vinck     | 7           | 6           |  |  |              |                 |                 |              |              |  |
|  |             | Marcelo Charpentier | Marcelo Charpentier | 5           | 0           |  |  | 5            | Christian Vinck | Christian Vinck | 6            | 6            |  |
|  |             | Bernd Karbacher     | Bernd Karbacher     | 7           | 7           |  |  |              | Bernd Karbacher | Bernd Karbacher | 3            | 3            |  |
|  | 19          | Andrew Richardson   | Andrew Richardson   | 6           | 5           |  |  |              |                 |                 |              |              |  |

### Sezione 6
|  | Primo turno | Primo turno     | Primo turno     | Primo turno | Primo turno |  |  | Ultimo turno | Ultimo turno   | Ultimo turno   | Ultimo turno | Ultimo turno |  |
|  |             |                 |                 |             |             |  |  |              |                |                |              |              |  |
|  | 6           | Leander Paes    | Leander Paes    | 6           | 7           |  |  |              |                |                |              |              |  |
|  |             | Márcio Carlsson | Márcio Carlsson | 3           | 5           |  |  | 6            | Leander Paes   | Leander Paes   | 2            | 6            |  |
|  |             | Roberto Jabali  | Roberto Jabali  | 6           | 6           |  |  |              | Roberto Jabali | Roberto Jabali | 6            | 7            |  |
|  | 20          | Ionuț Moldovan  | Ionuț Moldovan  | 2           | 4           |  |  |              |                |                |              |              |  |

### Sezione 7
|  | Primo turno | Primo turno            | Primo turno            | Primo turno | Primo turno |  |  | Ultimo turno | Ultimo turno           | Ultimo turno | Ultimo turno | Ultimo turno |  |
|  |             |                        |                        |             |             |  |  |              |                        |              |              |              |  |
|  | 7           | Dennis van Scheppingen | Dennis van Scheppingen | 6           | 6           |  |  |              |                        |              |              |              |  |
|  |             | Mashiska Washington    | Mashiska Washington    | 4           | 4           |  |  | 7            | Dennis van Scheppingen | 1            | 6            | 6            |  |
|  |             | Xavier Malisse         | Xavier Malisse         | 6           | 6           |  |  |              | Xavier Malisse         | 6            | 4            | 1            |  |
|  | 18          | Stefan Koubek          | Stefan Koubek          | 2           | 3           |  |  |              |                        |              |              |              |  |

### Sezione 8
|  | Primo turno | Primo turno    | Primo turno    | Primo turno    | Primo turno |  |  | Ultimo turno | Ultimo turno   | Ultimo turno | Ultimo turno | Ultimo turno |  |
|  |             |                |                |                |             |  |  |              |                |              |              |              |  |
|  |             | Tamer El Sawy  | 6              | 6              | 6           |  |  |              |                |              |              |              |  |
|  | 8           | André Sá       | 7              | 4              | 4           |  |  |              | Tamer El Sawy  | 3            | 6            | 3            |  |
|  | 17          | Francisco Roig | Francisco Roig | Francisco Roig | 3           |  |  | 17           | Francisco Roig | 6            | 4            | 6            |  |
|  |             | Nicolás Massú  | Nicolás Massú  | Nicolás Massú  | 1r          |  |  |              |                |              |              |              |  |

### Sezione 9
|  | Primo turno | Primo turno          | Primo turno     | Primo turno | Primo turno |  |  | Ultimo turno | Ultimo turno         | Ultimo turno         | Ultimo turno | Ultimo turno |  |
|  |             |                      |                 |             |             |  |  |              |                      |                      |              |              |  |
|  | 9           | David Wheaton        | David Wheaton   | 6           | 6           |  |  |              |                      |                      |              |              |  |
|  |             | Francisco Costa      | Francisco Costa | 4           | 4           |  |  | 9            | David Wheaton        | David Wheaton        | 6            | 6            |  |
|  | 15          | Oscar Burrieza-Lopez | 7               | 3           | 6           |  |  | 15           | Oscar Burrieza-Lopez | Oscar Burrieza-Lopez | 4            | 2            |  |
|  |             | Régis Lavergne       | 6               | 6           | 3           |  |  |              |                      |                      |              |              |  |

### Sezione 10
|  | Primo turno | Primo turno      | Primo turno      | Primo turno | Primo turno |  |  | Ultimo turno | Ultimo turno    | Ultimo turno    | Ultimo turno | Ultimo turno |  |
|  |             |                  |                  |             |             |  |  |              |                 |                 |              |              |  |
|  |             | Neville Godwin   | 6                | 4           | 7           |  |  |              |                 |                 |              |              |  |
|  | 10          | Marcos Ondruska  | 1                | 6           | 6           |  |  |              | Neville Godwin  | Neville Godwin  | 6            | 7            |  |
|  | 16          | Guillermo Cañas  | Guillermo Cañas  | 6           | 6           |  |  | 16           | Guillermo Cañas | Guillermo Cañas | 3            | 5            |  |
|  |             | Rodolphe Gilbert | Rodolphe Gilbert | 3           | 2           |  |  |              |                 |                 |              |              |  |

### Sezione 11
|  | Primo turno | Primo turno  | Primo turno  | Primo turno | Primo turno |  |  | Ultimo turno | Ultimo turno | Ultimo turno | Ultimo turno | Ultimo turno |  |
|  |             |              |              |             |             |  |  |              |              |              |              |              |  |
|  | 11          | Dick Norman  | 7            | 4           | 7           |  |  |              |              |              |              |              |  |
|  |             | Mark Petchey | 5            | 6           | 6           |  |  | 11           | Dick Norman  | Dick Norman  | 6            | 6            |  |
|  | 13          | Michael Sell | Michael Sell | 6           | 6           |  |  | 13           | Michael Sell | Michael Sell | 4            | 4            |  |
|  |             | David Witt   | David Witt   | 2           | 3           |  |  |              |              |              |              |              |  |

### Sezione 12
|  | Primo turno | Primo turno     | Primo turno   | Primo turno | Primo turno |  |  | Ultimo turno | Ultimo turno    | Ultimo turno | Ultimo turno | Ultimo turno |  |
|  |             |                 |               |             |             |  |  |              |                 |              |              |              |  |
|  | 12          | Brian MacPhie   | Brian MacPhie | 7           | 7           |  |  |              |                 |              |              |              |  |
|  |             | Attila Sávolt   | Attila Sávolt | 5           | 6           |  |  | 12           | Brian MacPhie   | 6            | 3            | 3            |  |
|  |             | Andrej Čerkasov | 5             | 6           | 6           |  |  |              | Andrej Čerkasov | 1            | 6            | 6            |  |
|  | 14          | Tuomas Ketola   | 7             | 3           | 1           |  |  |              |                 |              |              |              |  |